# Fort espagnol (L'Aquila)
Le fort espagnol (Forte Spagnolo en italien), communément appelés «Il Castello» par les Aquilans, est l'un des châteaux de la Renaissance les plus impressionnants du centre et du sud de l'Italie, il est situé dans la ville de L'Aquila, dans la province des Abruzzes.

## Histoire
Au XVe siècle, L'Aquila est devenue la deuxième ville la plus puissante du royaume de Naples après Naples. Il s'y trouvait un demi-million de moutons. La laine et le safran étaient exportés dans toute l'Europe, tout cela a été perdu pendant la guerre entre les Français et les Espagnols pour le trône de Naples, quand la ville s'est rangée aux côtés des français. 
En 1504, L'Aquila fut occupée par les conquérants espagnols. Puis en 1527 les Français récupérèrent la ville avec l'appui des citoyens et des villes environnantes. Mais un an plus tard, le vice-roi Philibert de Chalon, sur demande de Charles Quint, a finalement vaincu les rebelles Aquilans et a ordonné à la ville de construire une forteresse au point le plus haut, exactement là où, en 1401, le roi Ladislas Ier de Naples avait construit une garnison pour contrôler les Aquilans indisciplinés et rebelles.
Le projet a été confié à un célèbre architecte espagnol, Don Pirro Aloisio Escriva, un grand expert des armes à feu, qui avait commencé à construire le château Sant'Elmo à Naples. La découverte de la poudre obligea de nouvelles méthodes de construction défensive.
Au cours des 30 années suivantes les lourdes taxes nécessaires à la construction de la forteresse appauvrirent la ville, qui en 1567, demanda aux Espagnols d'arrêter la construction. La Cour royale accorda la demande, et les travaux furent interrompus, les pièces du château n'ont ainsi jamais été terminées. La forteresse avait coûté une somme énorme pour l'époque, et L'Aquila a été obligé de vendre également le cercueil d'argent contenant le corps de Bernardin de Sienne.
La forteresse, qui avait été construite non pas pour défendre la ville, mais pour la maîtriser possède une structure totalement autonome, n'a jamais été utilisée lors d'une bataille. Ses canons, toujours prêt à faire feu, sont restés silencieux tout au long des siècles : la seule victime a été la ville elle-même, dont le déclin a commencé avec la construction de la forteresse et ensuite sous la domination espagnole.

## Source
- (en) Cet article est partiellement ou en totalité issu de l’article de Wikipédia en anglais intitulé « Forte Spagnolo » (voir la liste des auteurs).

- Notices d'autorité :   - VIAF
  - LCCN
  - GND
  - Israël